# Bernard Cornwell
Bernard Cornwell, OBE, angleški pisatelj, * 23. februar 1944, London. 
Najbolj je znan po zgodovinsko-leposlovnih romanih o Napoleonovih bitkah.

## Življenje
Rodil se je leta 1944 v Londonu. Oba njegova starša sta bila med 2. svetovno vojno pripadnika britanskih obrambnih sil. Ker sta oba njegova starša umrla, ga je posvojila strogo protestantska družina, ki je zavračala celo medicino. Po diplomi na Univerzi v Londonu se je zaposlil kot učitelj. Med študijem se je trikrat poskušal prijaviti v britansko vojsko, a so ga vsakič zavrnili zaradi kratkovidnosti. 
Nato se je zaposlil na BBC-ju, kjer je dobil službo na stikih z javnostjo na Severno-irskem uradu. Leta 1980 se je dal premestiti v ZDA, kjer je spoznal svojo bodočo ženo. V ZDA ni dobil delovne vize, zato je začel pisati romane, ker mu za to ni bilo treba pridobiti delovnega dovoljenja.